# Dirty Water (album The Standells)
Dirty Water è il primo album in studio della band statunitense The Standells, registrato e pubblicato nel 1966 dalla Tower Records, etichetta sussidiaria della Capitol. Precedentemente era stato pubblicato un album dal vivo, The Standells in Person at P.J.'s.

## Tracce
1. Medication – 2:27 (Minette Alton, Ben DiTosti)
2. Little Sally Tease – 2:35 (Jim Valley)
3. There's a Storm Coming – 2:43 (Ed Cobb)
4. 19th Nervous Breakdown (Cover dei Rolling Stones) – 3:55 (Mick Jagger, Keith Richards)
5. Dirty Water – 2:48 (Ed Cobb)
6. Pride and Devotion – 2:15 (Larry Tamblyn)
7. Sometimes Good Guys Don't Wear White – 2:37 (Ed Cobb)
8. Hey Joe – 2:10 (Chester Powers*)
9. Why Did You Hurt Me – 2:30 (Dick Dodd, Tony Valentino)
10. Rari – 3:18 (Ed Cobb)

Tracce bonus della ristampa su CD del 1994**
1. Batman – 3:04 (Neil Hefti)
2. It's All in Your Mind – 2:38 (Ed Cobb)
3. Love Me – 2:45 (Dick Dodd, Tony Valentino)
4. Medication [Strumentale] – 2:43 (Minette Alton, Ben DiTosti)
5. Poor Man's Prison – 2:23 (Keith Colley, Knox Henderson)
6. Take a Ride – 2:08

*Il CD attribuisce correttamente il brano "Hey Joe" al cantautore Billy Roberts, mentre sull'LP originale era attribuita a Chester Powers.
**Viene escluso nella ristampa il brano "Sometimes Good Guys Don't Wear White"

## Formazione
- Larry Tamblyn - tastiere, voce
- Tony Valentino - chitarra, armonica
- Gary Lane - basso
- Dick Dodd - batteria, voce